# Diego Enríquez del Castillo
Diego Enríquez del Castillo (Segovia, 1443 - id., después de 1503), capellán, cronista y consejero real de Enrique IV de Castilla, llamado el Impotente.

## Biografía
Existe controversia sobre si este eclesiástico es en realidad el poeta cancioneril Diego del Castillo, residente un tiempo en la corte napolitana de Alfonso V el Magnánimo, como afirmaron en el siglo XIX Eugenio de Ochoa y George Ticknor, o una persona homónima, como afirmaron José Amador de los Ríos y José Sancho Rayón. El caso es que Diego Enríquez sabía el bastante italiano como para traducir el tratado De re militari compuesto por Paris de Puteo a petición de Beltrán de la Cueva, a cuyo círculo en Cuéllar parece haber pertenecido.
Sin embargo, del historiador cabe decir que, fiel a su señor, lo sirvió en diversas misiones diplomáticas. Tras la batalla de Olmedo (1467) fue hecho prisionero en su casa de Segovia por los partidarios del infante don Alfonso y salvó su vida gracias al fuero eclesiástico. Siempre culpó a los nobles de la inestabilidad que sufrió Castilla en la segunda mitad del periodo de gobierno de Enrique IV y defendió la legitimidad de Juana la Beltraneja contra quienes la acusaban de no ser hija del rey Enrique IV, sino de Beltrán de la Cueva. Escribió la Crónica del rey don Enrique, el cuarto de este nombre en defensa del rey y de su hija, tras los hechos contados (según Aurelio Sánchez Martín, que ha inspeccionado unos ochenta manuscritos, la redacción original habría tenido lugar entre 1481 y 1502, afinando más al señalar que la primera fecha (la del ms. Y) indicaría una primera versión, realizándose una segunda entre 1485 y 1502. La obra se compuso con una gran carencia de materiales a causa del saqueo que hicieron los partidarios del infante Alfonso en su casa, como él mismo declara. Tal vez por esto no consiguió éxito después en sus intentos de ser elegido cronista de Isabel la Católica. Se trata de uno de los textos históricos más claramente imbuidos de reflexión política en el siglo XV castellano; estas meditaciones se introducen en el texto como discursos y piezas oratorias, a la manera de los historiadores grecolatinos clásicos. De estos discursos se desprende la teoría del origen divino de la autoridad de los reyes. De esta Crónica se conserva casi un centenar de copias, aunque tardías en su mayoría, (XVI y XVII).

## Obras
- Crónica del rey D. Enrique el quarto de este nombre. Madrid: A. de Sancha, 1787.
- Crónica de Enrique IV de Diego Enríquez del Castillo, edición de Aurelio Sánchez Martín, Valladolid, 1994.